# Konopnica (powiat wieluński)
Konopnica – wieś w Polsce położona w województwie łódzkim, w powiecie wieluńskim, w gminie Konopnica. Wieś o charakterze letniskowym nad Wartą.

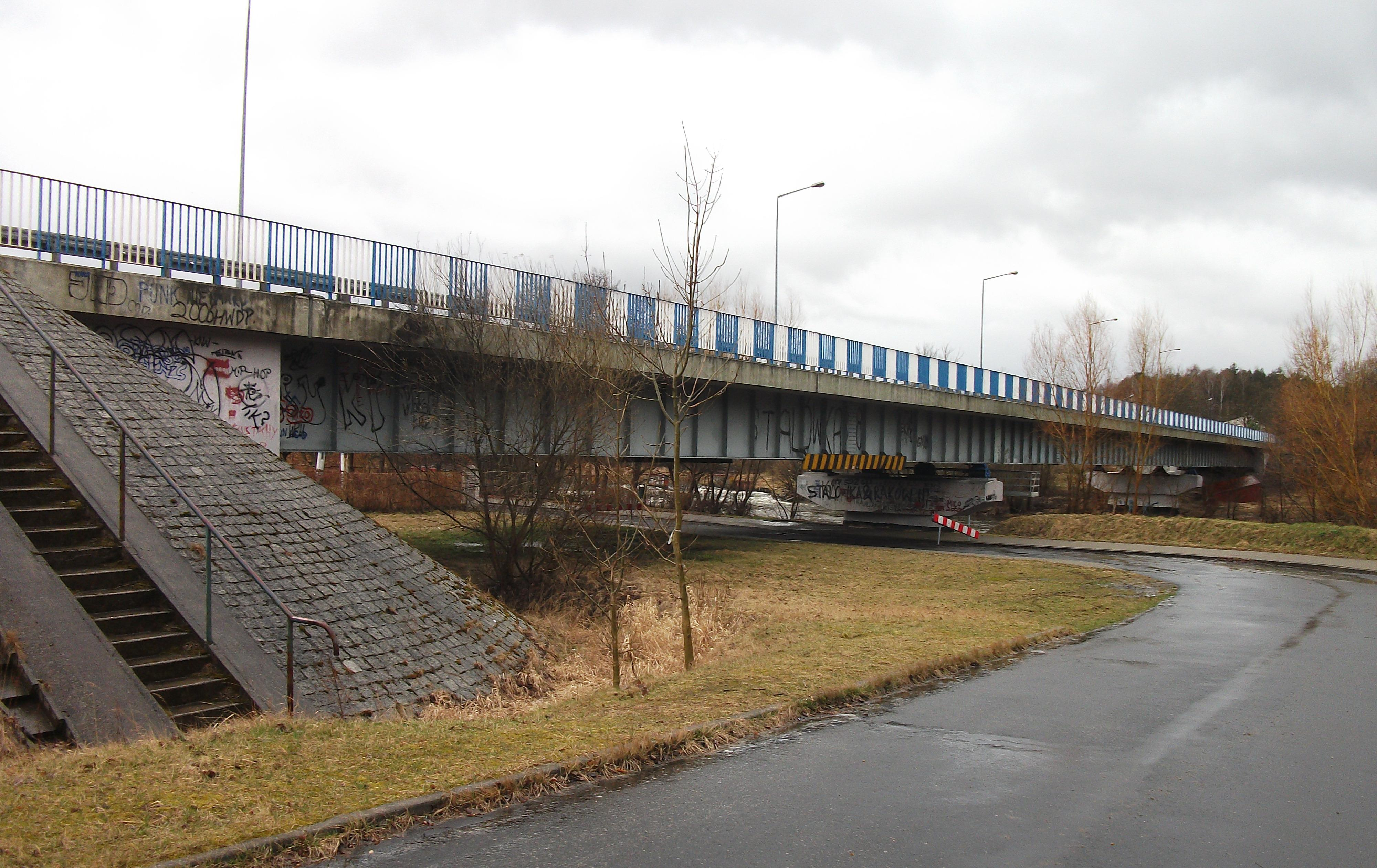
Trójprzęsłowy most w ciągu drogi powiatowej nr 1704E przez rzekę Warta w Konopnicy

W latach 1954–1972 wieś należała i była siedzibą władz gromady Konopnica. W latach 1975–1998 miejscowość należała administracyjnie do województwa sieradzkiego.

## Części wsi
| SIMC    | Nazwa            | Rodzaj    |
| ------- | ---------------- | --------- |
| 0705143 | Górka Konopnicka | część wsi |
| 0705150 | Kolonia Kamycka  | część wsi |
| 0705166 | Kolonia Wrońska  | część wsi |
| 0705172 | Piekło           | część wsi |
| 0705189 | Stawisko         | część wsi |

## Historia
W Konopnicy odkryto cmentarzysko ciałopalne z I-IV stulecia, na którym w latach 1973–1976 prowadziło badania Muzeum Ziemi Wieluńskiej. W bezpośredniej bliskości wsi odkryto również grodzisko stożkowate .
Miejscowość historycznie należy do ziemi wieluńskiej. Ma metrykę średniowieczną i istnieje co najmniej od XIV wieku. Wymieniona w 1391 w dokumencie zapisanym w języku łacińskim jako Conopnicza, Konopnicze . 
Wieś wspominały historyczne dokumenty prawne, własnościowe i podatkowe. Pierwszym znanym właścicielem był Stoigniew z Konopnicy brat Pietrasza i Mikołaja z pobliskiego Bębnowa. Występujący w księgach ziemskich sieradzkich w 1391 i 1399 r. Jan Kroczowski h. Jastrzębiec kupił dobra konopnickie i nazwał się od nich Konopnickim .
W XVI wieku miejscowość opisana w Liber Beneficiorum Jana Łaskiego jako wieś należąca do parafii Osjaków. Według dzieła w 1511 miejscowość liczyła 4 łany powierzchni, a w 1518 wzrosła do 7 łanów. W 1520 kanonicy wieluńscy pobierali we wsi z osiadłych i opuszczonych ról kmiecych dziesięcinę snopową o wartości około 3 grzywien. Miejscowy folwark płacił plebanowi w Osjakowie. Miejscowość zamieszkiwali zarówno zagrodnicy jak również chałupnicy. W 1552 mieszkało w niej 13 kmieci. We wsi znajdowała się karczma, młyn zbożowy oraz kuźnica odbudowana na miejsce wcześniejszej, spalonej. W 1552 arcybiskup zatwierdził erekcję oraz uposażenie kościoła w Konopnicy, który był poprzednio filią parafii Osjaków. W XVI w. majątek składał się z Konopnicy, Woli Konopnickiej, a także z działów w sąsiednim Bębnowie, Walkowie i Bieńcu. Liczył wtedy kilkanaście łanów i był dość duży jak na miejscowe warunki .
Miejscowość jako Konopnica, wieś nad rzeką Wartą, leżącą w powiecie wieluńskim, w parafii Konopnica, wymienia XIX wieczny Słownik geograficzny Królestwa Polskiego. W 1827 w miejscowości znajdowały się 42 domy zamieszkane przez 376 mieszkańców. W 1883 wieś wraz z osadą Górka Konopnicka liczyła 42 domy z 566 mieszkańcami. W skład miejscowości wchodziły także osiedle proboskie z jednym domem zamieszkanym przez 4. mieszkańców oraz folwark z 9. zabudowaniami zamieszkanymi przez 84 mieszkańców. Według danych Towarzystwa Kredytowego Ziemskiego w Królestwie Polskim folwark Konopnica wraz z nomenklaturą Górki liczył pod koniec XIX wieku 1116 mórg, w tym 484 mórg gruntów ornych i ogrodów, 90 mórg łąk, 42 morgi pastwisk, 437 mórg lasu, 64 morgi nieużytków i placów, 16 murowanych budynków, 8 budynków z drzewa. Wieś Konopnica liczyła 73 morgi zamieszkane, a wraz z gruntem 375 mórg. Ludność zajmowała się głównie uprawą ziemi wykorzystując płodozmian 4- lub 5-polowy. We wsi znajdowały się również młyn zbożowy napędzany kołem wodnym, cegielnia, a miejscowa ludność eksploatowała także pokłady torfu.
Błędnie mówi się czasami, iż w dworku w Konopnicy mieszkała Maria Konopnicka, której mąż Jarosław Konopnicki pochodził z rodu poprzednich właścicieli Konopnicy.

## Zabytki
Pierwszy drewniany kościół był postawiony przez Wojciecha Konopnickiego, podsędka wieluńskiego i jego braci: Andrzeja i Jakuba. Erygowany został w 1552 r. Zastąpił go wczesnobarokowy kościół św. Rocha z 1642 r., fundowany przez kasztelana spicimirskiego Hieronima Konopnickiego. Zbudowany na planie prostokąta, z prezbiterium zamkniętym półkoliście, przykryty dwuspadowym dachem. Od strony zach. przylega do kościoła wieża, zwieńczona barokowym hełmem. Z jej drugiej kondygnacji prowadzi przejście do nieistniejącego klasztoru, wsparte na dwóch niskich arkadach. Sklepienie z dekoracją stiukową typu kalisko-lubelskiego. Wyposażenie barokowe. W ołtarzu głównym z 1796 r. obraz św. Rocha. Na uwagę zasługuje staropolski portret fundatora z herbami: Jastrzębiec, Pomian, Poraj i Korab. Kościół do 1864 r., tj. do kasaty klasztorów przez Rosjan, należał do paulinów, którzy tu zostali osadzeni 14 I 1673 r. przez arcybiskupa Jana Wężyka. Kościół ten spalił się w 1858. Ostatni paulin - administrator był tu do swojej śmierci w 1876.
Dwór w stylu neogotyckim z poł. XIX w. fundowany przez Henryka Kozarskiego herbu Wąż (1830–1903), lub jego ojca, a zbudowany prawdopodobnie przez Henryka Marconiego, przy wykorzystaniu starszej siedziby Konopnickich. Ostatnim prawowitym właścicielem dóbr rodzinnych był Tadeusz Kozarski. Kozarscy byli właścicielami tego majątku do 1939 r. Najmłodsza córka właściciela Maria regularnie odwiedza miejsce swoich narodzin, jednocześnie starając się o zwrot zabranych bezprawnie dóbr rodzinnych. 
W parku podworskim pomnikowe okazy dębów szypułkowych (405 i 490 cm). 
W pobliżu współczesny dworowi pseudogotycki spichlerz.
Około 500 m na pd., przy zakolu Warty uszkodzone przez rzekę grodzisko, użytkowane prawdopodobnie od 1 poł. XIV w. po XVI/XVII w., o wybitnych walorach obronnych. Zachowany częściowo stożek, otoczony wałem i podwójnymi fosami, stanowi doskonały punkt widokowy.
Nad brzegiem rzeki cmentarz wojenny, na którym spoczywają prochy 54 żołnierzy i ich dowódcy mjr. Stanisława Jaszczuka z 72 pp. im. Dionizego Czachowskiego z Radomia, którzy polegli w walce z Niemcami, w dniu 3 września 1939, o utrzymanie przepraw na Warcie.
Według rejestru zabytków Narodowego Instytutu Dziedzictwa na listę zabytków wpisane są obiekty:
- kościół parafialny pw. św. Rocha, 1642, nr rej.: 941 z 30.12.1967
- dwór, 1 poł. XIX w., nr rej.: 942 z 30.12.1967
- spichlerz dworski, 1 poł. XIX w., nr rej.: /943 z 30.12.1967
- młyn wodno-elektryczny, koniec XIX w., nr rej.: 340 z 6.10.1986